# Роки рису та солі
«Роки рису та солі» (англ. The Years of Rice and Salt) — роман з альтернативної історії американського письменника-фантаста Кіма Стенлі Робінсона, опублікований у 2002 році. У романі досліджується, як світова історія могла б бути іншою, якби чума чорної смерті вбила 99 відсотків населення Європи, а не третину, як це сталося насправді. Поділена на десять частин, історія охоплює сотні років, від армії мусульманського завойовника Тимура до ХХІ століття, коли Європу знову заселяють мусульманські піонери, корінні народи Америки утворюють лігу для опору китайським і мусульманським загарбникам, і 67-річна світова війна, яка ведеться переважно між мусульманськими державами та Китаєм з їхніми союзниками. Незважаючи на те, що дії десяти частин відбуваються в різні часи та місця, вони поєднані групою персонажів, які перевтілюються кожного разу, але ідентифікуються читачеві за першою літерою їхнього імені, яке є однаковим у кожному житті.
У романі розглядаються теми історії, релігії та суспільних рухів. Історичний наратив більше керується соціальною історією, ніж політичною чи військовою історією. Критики визнали книгу багатою на деталі, реалістичною та продуманою. У 2003 році «Роки рису та солі» отримали премію «Локус» як найкращий науково-фантастичний роман. У тому ж році він був номінований на премію Артура Кларка, премію Г'юго та премію Британської наукової фантастики.

## Фон
На момент публікації в 2002 році автору наукової фантастики Кіму Стенлі Робінсону було 49 років і він жив у Девісі, Каліфорнія. У 1970-х роках він задумав передумови для «Років рису та солі», коли розмірковував про те, який сценарій альтернативної історії призведе до «найбільшої зміни, яка все ще працюватиме в порівнянні з нашою історією». Згодом він зацікавився Китаєм і буддизмом, які він вивчав для цього проекту.
Єдиною іншою історією Робінсона про альтернативну історію до цього проекту була новела «Лакі Страйк» (1984), де під час тренувань розбивається Enola Gay, а допоміжний екіпаж повинен закінчити бомбардування Хіросіми.
Робінсон також написав есе під назвою «Чутка залежність від початкових умов» (1991), порівнюючи різні теорії історії та закони науки, такі як модель закону покриття, щоб пояснити, як можна прийти до альтернативних історій., використовуючи як приклад «Лакі Страйк».
Він досліджував ідею незахідних впливів, що створюють нову культуру, працюючи над своєю Марсіанською трилогією, яка включала сильний мусульманський вплив у марсіанській колонії. Трилогія «Марс» створила Робінсону репутацію за якість написання та багатство деталей, яку можна порівняти з Джеймсом Міченером, а також принесла йому премію «Неб'юла» за «Червоний Марс» (1993) і дві нагороди «Г'юго» та «Локус» за «Зелений Марс» (1994) і Блакитний Марс (1996). Після трилогії «Марс» Робінсон написав роман «Антарктида» (1997), який отримав премію «Алекс», і дві збірки оповідань «Марсіани» (1999) і "Мрія Вінленд " (2001). І тільки після цього він публікує «Роки рису та солі».

## Сюжет
Повість поділена на десять частин.

### Книга перша: «Пробудження до порожнечі»
Болд і Псін, розвідники армії Тимура, відкривають угорське місто, де всі жителі вимерли від чуми. Тимур повертає свою армію та наказує стратити розвідників, щоб уникнути чуми, але Болд тікає та блукає мертвими землями Східної Європи, зустрічаючи лише одного самотнього тубільця. Коли він дістався моря, його схопили турецькі мусульмани-работорговці та продали китайському флоту Чжен Хе. Болд дружить з молодим африканським рабом на ім'я Кю, про якого він піклується після того, як китайці його кастрували. У Китаї їх тримають як кухонних рабів, доки вони не втечуть і зрештою не проберуться на північ до Пекіна, де знайдуть роботу в палаці Чжу Гаочжі, спадкоємця імператора Юнле. Мстивий Кю ненавидить китайців за те, що вони зробили з ним, підбурюючи до насильства між євнухами та конфуціанськими адміністративними чиновниками, доки вони його не вбивають.

### Книга друга: «Хадж у серці»
В Індії Великих Моголів індуська дівчина на ім'я Кокіла отруює батька та брата свого чоловіка після того, як виявила їхню змову з метою обдурити село. Її страчують за злочин, але вона перевтілюється в тигра, який дружить з людиною на ім'я Бістамі, суфійським містиком перського походження. Бістамі стає суддею імператора Моголів Акбара, але згодом впадає в його немилість, будучи засланим до Мекки. Бістамі проводить один рік у Мецці, перш ніж відправитися по суші до Магрибу та Іберії (Аль-Андалус). Потім він приєднується до каравану на чолі з султаном Мавджі та його дружиною Катімою, які прагнуть покинути Аль-Андалус і заснувати нове місто на іншому боці Піренеїв, поза контролем халіфа Аль-Андалуса. Вони будують місто Барака на покинутому колишньому місці Байонни у Франції та створюють модель суспільства, у якому султана Катіма має великий вплив. Катіма прагне змінити ісламську релігію, щоб створити рівність між чоловіками та жінками, відкидаючи хадиси та покладаючись лише на своє тлумачення Корану. Вона керує громадою після смерті її чоловіка (щось неприпустимо в звичайній ісламській практиці), але халіф Аль-Андалуса зрештою дізнається про їхню «єресь» і посилає проти них армію. Громада тікає далі на північ, де вони будують нове місто під назвою Нсара (поблизу Нанта, Франція) і можуть захистити його від подальшої агресії в наступні роки.

### Книга третя: «Материки океану»
Імператор Ванлі розпочинає вторгнення проти Ніппона (Японія), але величезний флот виносить у море течією Куросіо, і вони дрейфують у незвіданому Тихому океані. Флот сподівається, що зрештою його повернуть до Китаю великі кругові течії Тихого океану, але вони випадково відкривають Новий Світ. Моряки висаджуються на західному узбережжі Північної Америки та встановлюють контакт із мирним народом мівок, але швидко йдуть, коли адмірал Кхейм виявляє, що вони випадково заразили корінне населення руйнівними хворобами. Вони пливуть на південь, де зустрічають іншу цивілізацію, багату золотом. Там вони ледь уникають ритуальних жертвоприношень, використовуючи свою вогнепальну кремневу зброю, чого тубільці ніколи раніше не бачили. Зрештою вони повертаються до Китаю та кажуть імператору, що він міг би легко завоювати цю нову землю та отримати її великі багатства.

### Книга четверта: «Алхімік»
Алхімік XVII століття на ім'я Кгалід із Самарканда намагається обдурити хана, щоб він повірив, що він відкрив філософський камінь, але його шахрайство розкривається, і йому відрубують руку як покарання. Кгалід впадає в депресію, розчаровується в алхімії і вирішує знищити всі свої алхімічні книги. Його друг Іванг, тибетський буддійський математик, і зять Бахрам, суфійський коваль, натомість переконують його перевірити твердження в книгах. Вони присвячують себе практичним демонстраціям і експериментам, які значно покращують знання з різних аспектів фізики, хімії, математики, біології та зброї, і в процесі створюють науковий метод. Їхні відкриття викликають інтерес серед релігійних медресе міста, багато з яких також погоджуються з новою модою на будівництво та тестування наукових приладів. Але найбільше вони привертають увагу могутнього радника хана, який бачить у їхніх винаходах можливість великої військової технології для боротьби зі зростаючою китайською загрозою на Сході.

### Книга п'ята: «Основа і качок»
Колишній самурай, тікаючи від китайського завоювання Японії, вирушає до Нового Світу, щоб зустрітися з народом ірокезів. Вони називають його «Західняк» і роблять головою своєї конфедерації. Він допомагає організувати їхнє суспільство у більший оборонний союз усіх північноамериканських племен і показує їм, як виготовляти власну зброю, щоб протистояти китайським і мусульманським колонізаторам.

### Книга шоста: «Удова Кан»
Книга шоста розповідає про життя китайської вдови Кан Тунбі під час правління імператора Цяньлун. Вона приймає бідного буддистського ченця Бао Ссу та його сина, яких вона збирає сміття, але монах помилково причетний до серії скорочень черги та помирає у в'язниці. Пізніше Кан зустрічає мусульманського вченого хуейцзу на ім'я Ібрагім ібн Гасам, і разом вони виявляють можливість згадати свої минулі життя. Вони одружуються та переїжджають до Ланьчжоу на заході Китаю, де беруться за роботу, щоб спробувати примирити ісламські та конфуціанські вірування. Кан створює та збирає твори протофеміністської поезії та стає відомою письменницею. Через нетерпимість цинів до нових ісламських сект, що надходять із заходу, у регіоні відбувається мусульманське повстання, але повстання придушено величезною силою.

### Книга сьома: «Епоха великого прогресу»
У ХІХ столітті точиться війна між Османською імперією та індійською державою Траванкор. Індійнці повалили Моголів і Сефевідів і тепер розробили парові двигуни, панцирні військові кораблі та військові повітряні кулі. Використовуючи цю нову зброю, вони пливуть до Костянтинії та легко перемагають османів. Мусульманського вірменського лікаря на ім'я Ісмаїл ібн Мані ад-Дір, який служив османському султану, схоплюють і відправляють у Траванкор, де він щасливо приєднується до лікарні Траванкора та починає працювати в галузі анатомії та фізіології. Зрештою Ісмаїл зустрічає їхнього правителя, кералу з Траванкору, який прагне вигнати мусульманських загарбників і об'єднати Індію в демократичну конфедерацію.
Пізніше, під час правління імператора Сяньфена, у китайській колонії, відомій як Золота Гора, Велика повінь 1862 року змусила евакуювати як китайських, так і японських поселенців. Спочатку японці втекли до нового світу, щоб уникнути китайського гніту на своїй батьківщині, але знову опинилися під китайським ярмом. Переміщеному японському рабу Кійоакі та вагітній китайській біженці Пенг-ті вдається втекти до великого прибережного міста Фанчжан. Там Кійоакі приєднується до таємного японського руху за свободу, якому допомагає Траванкор, а Ісмаїл діє як зв'язковий.

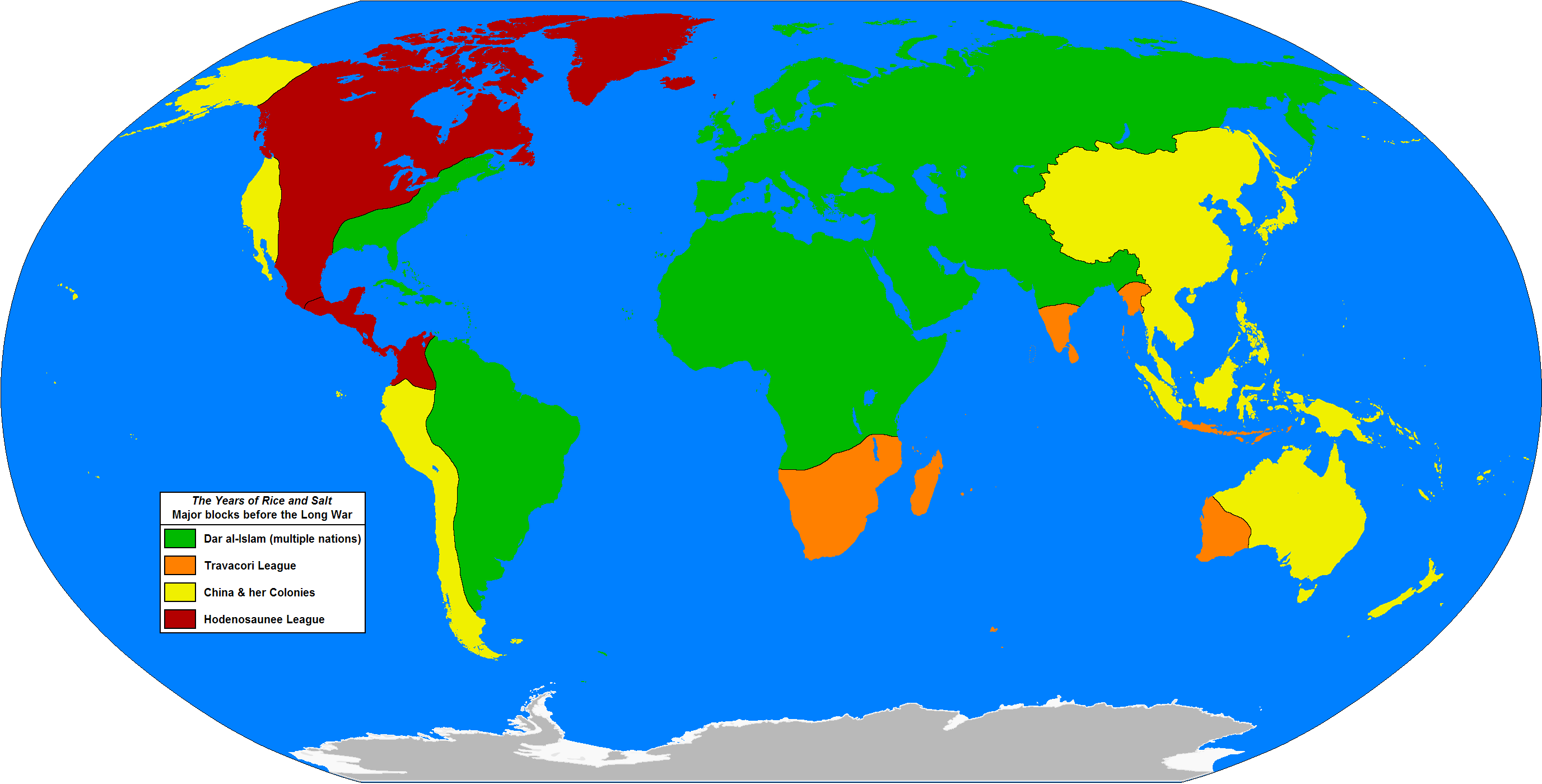
Карта світу «Років рису та солі» в 1333 році хіджри (1915 рік нашої ери), що показує чотири основні блоки та союзи напередодні «Довгої війни».
----
Дар аль-Іслам (кілька націй в союзі під час війни)
Ліга Траванкори
Китай та його колонії
Ліга Ходеносауні

### Книга восьма: «Війна асурів»
Дія восьмої книги відбувається у ХХ столітті, під час «Тривалої війни». Світ розділився на три великі альянси: Китайську імперію та її колонії, роздроблений мусульманський світ (Дар аль-Іслам) і демократичні Лігу Індії та Ходеносауні. З початком війни мусульманські держави відклали свої розбіжності та об'єдналися для боротьби з більшою загрозою Китаю. Ліги Індії та Ходеносауні спочатку зберігають нейтралітет, але згодом об'єднуються з Китаєм, оскільки вважають мусульман своїм найбільшим ворогом. Війна тягнеться десятиліттями, спричиняючи серйозні зміни в залучених суспільствах, з швидкою індустріалізацією, масовим призовом і масовими жертвами. Будучи першою промисловою війною, використовуються нові нищівні види зброї та методи, такі як окопна війна, хімічна війна та авіаудари. Історія розповідає про те, як китайські офіцери Куо, Бай та Іва відчайдушно б'ються в траншеях коридору Ганьсу, де шістдесят років бомбардувань землю зруйнували до основи. Куо вбитий снарядом, який проникає в їхній бункер. Бай та Іва отримали наказ рухатися зі своєю ротою на південь через Тибет, щоб підтримати своїх індійських союзників. На перевалі в Гімалаях вони бачать, як мусульманська артилерія підриває вершину гори Еверест, щоб найвища гора в світі опинилася на мусульманських землях. Після надзвичайних труднощів їм вдається прорвати мусульманську оборону на перевалі, і китайська армія проривається туди, щоб об'єднати сили з індійцями, змінивши хід війни на свою користь. Бая мучать видіння його мертвого друга Куо, який каже йому, що нічого цього не відбувається і що він уже мертвий, убитий снарядом раніше.

### Книга дев'ята: «Нсара»
Після Довгої війни молода мусульманка на ім'я Будур та її тітка Ідельба живуть у Європі. Разом вони рятуються від традиційної родини Будура в Альпах і переїжджають до більш ліберального та космополітичного міста Нсара. Там вони залишаються в завії, притулку для жінок. Ідельба відновлює свою роботу з фізики, а Будур вступає до університету, де вивчає історію. У класі історії головує Кірана, викладачка-феміністка, яка ставить під сумнів усе про мусульманське суспільство. Будур зближується з Кіраною, яка відкриває їй очі на несправедливість, з якою стикаються жінки, і на те, як вони можуть прагнути емансипації та звільнення (у них двох короткий роман).
| I. Іньчжоу II. Інка III. Фіранья IV. Магриб V. Сахель VI. Зандж | VII. Інґолі VIII. Ботсвана IX. Скандистан X. Iран XI. Aрабія XII. Велика Японія | XIII. Китай XIV. Індійська ліга XV. Бірманська ліга XVI. Мінданао XVII. Аочжоу XVIII. Маорі |

Світ «Років рису та солі» в 1423 році хіджри (2002 рік нашої ери), після «Довгої війни».
----
I. Іньчжоу
II. Інка
III. Фіранья
IV. Магриб
V. Сахель
VI. Зандж
VII. Інґолі
VIII. Ботсвана
IX. Скандистан
X. Iран
XI. Aрабія
XII. Велика Японія
XIII. Китай
XIV. Індійська ліга
XV. Бірманська ліга
XVI. Мінданао
XVII. Аочжоу
XVIII. Маорі

Життя в Нсарі стає дедалі складнішим, оскільки вони стикаються з наслідками поразки у війні, такими як гіперінфляція, брак продовольства та страйки. У багатьох країнах це призводить до повалення урядів шляхом різного роду переворотів. У самій Нсарі військові намагаються повалити уряд, через що Будур і Кірана розпочинають масові вуличні протести проти. Зрештою Ліга Ходеносауні втрутилася, відправивши флот зі своєї військово-морської бази на Оркнейських островах до Нсари, наполягаючи на тому, щоб військові відмовилися від влади, що вони й зробили.
Протягом усього цього часу Ідельба зробила тривожне відкриття завдяки своїй роботі з атомної фізики. Вона приходить до висновку, що з ланцюгових ядерних реакцій можна створити нищівну зброю, і побоюється, що військові спробують створити такі бомби та відновлять війну. Уряд дізнається про її роботу та здійснює рейд на Завію, щоб отримати її документи, але Будуру вдається їх сховати. Зрештою Ідельба помирає від радіаційного отруєння матеріалами, з якими вона працювала, і залишає всі свої дослідження Будуру, який зберігає її таємницю та зрештою встигає організувати міжнародну конференцію вчених для обговорення цього питання. На зустрічі в Ісфахані, Іран, вони погоджуються, що ніхто з них не працюватиме над створенням ядерної зброї, і починають міжнародний науковий рух, щоб зруйнувати бар'єри між культурами. Вони навіть створили новий науковий календар, яким би користувався весь світ, з нульовим роком, встановленим з часу конференції.

### Книга десята: «Перші роки»
Бао Сіньхуа — революціонер у Китаї, який працює під керівництвом свого друга Кун Цзяньго. Бао і Кунг успішно скидають репресивний китайський уряд, але Кунга вбивають на порозі їхньої перемоги. Глибоко пригнічений і розчарований, Бао залишає Китай і починає навколосвітню подорож. Бао одружується і виховує двох дітей, перш ніж прийняти дипломатичну посаду в М'янмі. Згодом дружина Бао помирає, і він знову починає блукати. Бао проводить час, навчаючись із товаришем із його революційних років на ім'я Ісао Чжу, який ставить багато макроісторичних питань про світ, у якому вони живуть. У пізні роки життя Бао переїжджає до Фанчжана, щоб викладати історію та філософію історії, і наприкінці роману він зустрічає нового студента на ім'я Калі.

## Стиль, тематика і жанр
Роман поділено на десять розділів, кожен з яких діє як коротка історія, пов'язана за допомогою використання групи людей, які з'являються в кожній історії. Провівши час у бардо, група (або джаті) перевтілюється в різні часи та місця. Хоча персонажі в кожній історії унікальні, вони мають деякі риси з попередніми втіленнями та пов'язані, для зручності, першою літерою свого імені. Персонажі, чиї імена починаються з літери К, «бойові, необачні та схильні бути вбитими» і «наносити удари по несправедливості, які зазвичай призводять до більших страждань». Персонажі Б «більш затишні у світі, меліористи та оптимісти» і «ті, хто вижив, підтримують друзів і сім'ю у важкі часи і терпляче чекають на краще». Персонажі I — це «ті, хто дбає, хто слідкує за двома іншими, і може бути необхідним, щоб їхні роботи процвітали, але хто прагне до домашнього і завжди вважає, що світ вартий любові». Стиль написання також змінюється в кожному розділі, щоб відобразити стиль написання, пов'язаний із культурою, про яку йдеться. Наприклад, перший розділ написаний подібно до «Подорожі Мавпи на Захід», а пізніший розділ містить постмодернізм. Крім того, наступні розділи містять метафіктивні елементи, коли персонажі обговорюють природу історії, чи є вона циклічною чи лінійною, чи вірять вони в реінкарнацію та відчувають, що деякі люди внутрішньо пов'язані між собою.
Робінсон включив утопічні теми у свої попередні твори, але рецензенти розділилися щодо того, чи можна вважати «Роки рису та солі» утопічною історією. Ті, хто справді називав світ, описаний у цій історії, утопічним, посилалися на ілюстрацію прогресу в цій історії. Проте ті, хто написав «Роки рису та солі», не були утопічною історією, кажуть, що представлена всесвітня історія не обов'язково краща чи гірша за справжню історію, просто інша. Робінсон називає себе «романістом-утопістом», оскільки він стверджує, що «вся наукова фантастика має утопічний елемент, оскільки вона прагне сказати, що те, що ми робимо зараз, має значення та матиме наслідки». Рецензенти визначили кілька інших тем. Робінсон раніше використовував тему пам'яті (або ідентичності) і включає її в цю історію з персонажами, які є перевтіленими версіями попередніх персонажів і які впізнають один одного лише в бардо, але іноді відчувають зв'язок між собою, перебуваючи на землі. Рецензент у The Globe and Mail назвав фемінізм і «боротьбу за природу ісламу» повторюваними темами.

### Альтернативна історія
—Кім Стенлі Робінсон
«Роки рису та солі» належать до піджанру альтернативної історії жанру фантастики. Роман починається з точки біфуркації, коли Тимур повертає свою армію з Європи, де Чорна смерть замість третини убила 99 відсотків населення Європи. Робінсон досліджує світову історію з того моменту в 1405 р. н. е. (807 р . хіджри) приблизно до 2045 р. н.
Погляд Робінсона на альтернативну історію полягає в тому, що оскільки вона «розгортається в тому ж законному всесвіті, що й наш, її наука має бути такою ж [і] оскільки її люди мають однакові основні людські потреби, їхні суспільства схожі на наше». Таким чином, незважаючи на різницю в тому, хто саме там присутній, «переважна більшість людства [виконує] свою роботу, і ця робота, як правило, розвиватиметься з певною швидкістю, оскільки люди намагатимуться вирішити проблеми зробити себе більшими комфортно в цьому світі».
У той час як більшість альтернативних історій використовують теорію історії великої людини, зосереджуючись на лідерах, війнах і великих подіях, Робінсон більше пише про соціальну історію, подібно до школи історичної теорії «Анналів» та марксистської історіографії, зосереджуючись на житті звичайних людей, що живуть у їх час і місце. Це відображено в назві роману «Роки рису та солі», де йдеться про повсякденну роботу зі створення сім'ї, яку часто виконують жінки, незважаючи на політику та війни чоловіків.
Рецензенти відзначили, що це дозволяє «читачам пережити історію в людському масштабі» і «неявно, але ґрунтовно засуджувати детермінізм військових ігор, який втілює більшість альтернативних історій». У романі є персонажі, які досліджують такі теми, як філософія, теологія, історія та наукова теорія.

## Видання та прийом
—Чонсі Мейб, книжковий редактор, South Florida Sun-Sentinel
Випущена в березні 2002 року, книга була опублікована в Північній Америці Bantam Books і у Великобританії HarperCollins. М'яка обкладинка була випущена в 2003 році разом з іспанським перекладом. У наступні роки були опубліковані інші перекладені версії французькою, польською, китайською та угорською мовами.
Роман був добре сприйнятий критиками, які по-різному називали його «вдумливим», «реалістичним», і «насиченим». У Publishers Weekly рецензенти назвали його «дуже реалістичною та достовірною альтернативною історією», а в School Library Journal Крістін Менефі назвала його «захоплюючим, дивовижним і напруженим романом». Журнал Library Journal «настійно рекомендував» його, кажучи, що його «чудове оповідання та творчі історичні фантазії роблять [це] пріоритетним вибором для всіх науково-фантастичних і загальних збірок художньої літератури». Критик Kirkus Reviews визнав його «надто довгим, але благословенним моментами крихкої та ніжної краси». Подібним чином Роз Кевені заявила, що «якщо в роботах Робінсона є слабкість, то, мабуть, це: його герої настільки розумні, що ніколи не замовкають». Сол Хром для The Globe and Mail похвалив епічний розмах, назвавши його «чудовим досягненням», а рецензент для The Belfast News Letter назвав роман «надзвичайним, амбітним, поетичним і потужним». Критик наукової фантастики Пол Кінкейд дійшов висновку, що це «велика, складна та дуже приємна книга».

### Нагороди
У 2003 році він отримав премію «Локус» за найкращий науково-фантастичний роман і був номінований на премію Г'юго, премію Артура К. Кларка та премію Британської наукової фантастики.

## Подальше читання
- Marden, William (23 червня 2002). Welcome to Strange, Alternate Worlds. Orlando Sentinel. Orlando, Florida. с. F9.
- Evans, Clay (8 грудня 2002). Boulder County writers (plus a few others) will please bibliophiles on your gift list. Daily Camera. Boulder, Colorado. с. DD6.
- Science fiction paper. Sioux City Journal. Sioux City, Iowa. 6 липня 2003.
- Salm, Arthur (4 липня 2004). Robinson explores what-if of the future. U-T San Diego|The San Diego Union-Tribune. San Diego, California. с. F-3.
- Abbott, Carl (Spring 2003). Falling into History: The Imagined Wests of Kim Stanley Robinson in the "Three Californias" and Mars Trilogies. The Western Historical Quarterly. 34 (1): 27—47. doi:10.2307/25047207. JSTOR 25047207.